# Beauvoir (Yonne)
Beauvoir é uma comuna francesa na região administrativa da Borgonha-Franco-Condado, no departamento de Yonne. Estende-se por uma área de 6.72 km². Em 2010 a comuna tinha 404 habitantes (densidade: 60,1 hab./km²).